# Aikikai Honbu Dōjō

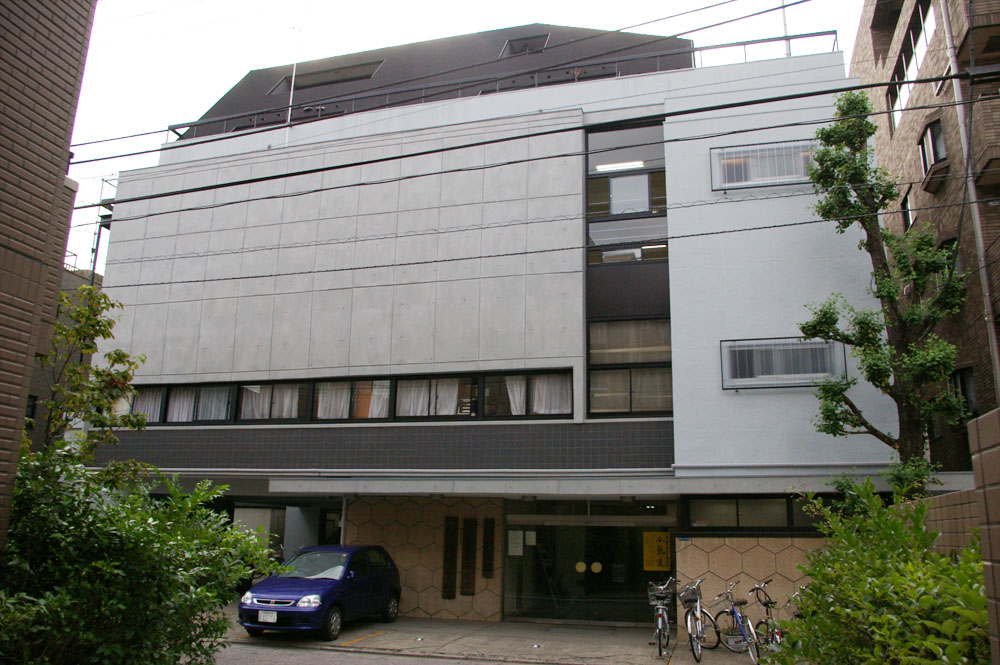
Der Aikikai Honbu Dōjō in Tokio

Der Aikikai Honbu Dōjō – auch Hombu Dōjō – (jap. 合気会本部道場) ist sowohl der Haupt-Dōjō des Aikidō, in dem der Stil des Begründers Ueshiba Morihei noch heute gelehrt wird, als auch der Stammsitz der Aikikai-Stiftung. Die meisten Aikidō-Übenden beziehen sich auf diesen Dōjō, dessen voller Name Zaidan Hojin Aikikai Honbu Dōjō Tōkyō lautet.
Der Honbu Dōjō befindet sich in Tokio und wurde 1931 vom Begründer des Aikidō, Ueshiba Morihei, eingerichtet. Der Gründungsname des Dōjō war Kōbukan. Er ist noch heute im Besitz der Familie Ueshiba und befindet sich immer noch unter derselben Adresse, allerdings ist das Gebäude völlig erneuert worden.
Der Neubau erfolgte 1968 und hat das ursprüngliche Holzgebäude durch ein fünfstöckiges Betongebäude ersetzt. In diesem neuen Gebäude befinden sich drei getrennte Trainingsbereiche mit einer Mattenfläche von 250 Tatami (dies entspricht ungefähr 400 m²). Er ist der älteste Aikidō-Dōjō in Tokio.
Zurzeit lehren im Dōjō neben dem Dōshū (道主, Meister des Weges) und dem Dojo-cho noch 24 Shihan, die alle mindestens den 6. Dan tragen und acht Shidōin, die zwischen 2. und 5. Dan tragen. International hat der Honbu Dōjō gegenwärtig 24 Repräsentanten, die die Kunst in den einzelnen Ländern leiten, wie etwa Katsuaki Asai in Deutschland.
Die Dan-Grade, die von Repräsentanten (Shihan) des Honbu Dōjō in aller Welt vergeben werden, werden von der Leitung des Dōjō bestätigt. Die Fortführung des Aikidō-Stils liegt in der Hand der technischen Kommission dieser Foundation und des jeweiligen Shihan. Die Aikidō-Verbände haben keinen Einfluss auf den Stil des Aikidos.
Nur ein vom Aikikai Honbu Dōjō anerkannter Aikidō-Verband kann die Mitgliedschaft in der International Aikido Federation erlangen.

## Dōshū des Honbu Dōjō
1. Ueshiba Morihei, Begründer des Aikidō
2. Kisshōmaru Ueshiba, Sohn von Ueshiba Morihei, nach dem Tode seines Vaters am 26. April 1969
3. Moriteru Ueshiba, Sohn von Kisshōmaru Ueshiba, nach dem Tode seines Vaters am 4. Januar 1999

Es wird erwartet, dass der derzeitige Dojo-cho Mitsuteru Ueshiba der Nachfolger seines Vaters Moriteru Ueshiba sein wird. Er wird derzeit als „Waka(若) Sensei“ (junger bzw. nachfolgender Meister) angesprochen.